# 로저 젤라즈니
로저 조지프 크리스토퍼 젤라즈니(Roger Joseph Christopher Zelazny, 1937년 5월 13일 - 1995년 6월 14일)는 미국의 과학 소설 작가이다. 장편《신들의 사회》 (1968년) 《내 이름은 콘라드》 (1966년), 중편《형성하는 자》, 《그 얼굴의 문, 그 입의 등잔》, 《집행인의 귀향》, 단편 《영구동토》등의 작품으로 네뷸러 상을 세 번 수상하고 휴고 상을 여섯 번 수상했다.
오하이오주 유클리드에서 조지핀 스위트와 조지프 프랭크 젤라즈니의 외아들로 태어났다. 고등학교 시절에 그는 학교 신문 편집자였고 문예 클럽 회원이었다. 1955년 가을 웨스턴리저브 대학(Western Reserve University)에 입학하여 1959년 영문학 학사 학위를 받고 1962년 뉴욕주 컬럼비아 대학교에서 비교 영문학 석사 학위를 받았다.
신화를 바탕으로 현학과 아이러니를 오가는 아름답고 시적인 문장을 쓰는 것으로 정평이 있으며, 판타지 소설이 즐겨 다루는 마법 시스템과 힘, 초자연적 존재를 통해 과학 소설적 사유를 자아내는 드문 재능을 갖고 있었다. 상상의 세계 속에서 마법적 기초를 이리저리 조합하는 논리적인 방식은 그를 다른 판타지 작가들과 명백히 구분시켜 주었다. 그의 과학 소설은 19세기와 20세기의 프랑스, 영국, 미국의 고전 시들과 신화, 그리고 탐정소설에 많은 영향을 받았다. 그의 소설에서는 현대적 배경 속에 묘사된 신화적 존재들을 많이 찾아볼 수 있다.
젤라즈니는 1960년대 과학 소설 장르의 형태를 일신한 "뉴 웨이브" 운동의 미국측 선구자로 간주된다. 그는 주류 문학계의 "순수문학적" 소설의 요소인 암시, 서정성, 신화적 심상 등을 그의 과학 소설에 도입하는 실험을 감행했다. 그가 그의 소설에 사용한 신화적 요소들은 그리스 신화, 미국 원주민 신화, 인도 신화, 이집트 신화는 물론, 러브크래프트의 크툴후 신화까지 포함한다. 이 외에도 앰버 연대기와 같은 작품에서는 북유럽 신화, 일본 신화 외에도 여러 가지 역사적 사실과 전통들을 찾아볼 수 있다.
신화, 불사성, 초인, 신과 악마, 구세주, 종말론, ESP, 심리학, 인류학, 전생, 종교, 로봇, 우주, 인공지능, 양자역학 등 대단히 다양한 테마를 다루며, 지적이고 남성적이며 신에 가까운 불사의 존재를 즐겨 등장시키는 경향이 있다. 앰버 연대기에서도 찾아볼 수 있는 "아버지의 부재" 역시 그의 주요한 테마 가운데 하나였다.
국내에서는 1993년에 장편《신들의 사회》가 과학 소설 평론가 김상훈에 의해 처음으로 번역 출간되어 큰 화제를 불러일으켰다. 현재 국내에 번역된 젤라즈니의 작품들은 2009년에 이수현의 번역으로 출간된 《그림자 잭》을 제외하면 모두 '젤라즈니 전문 번역가'라는 애칭을 가진 김상훈에 의해 번역 소개되어 좋은 평을 받았다.

### 국내에 번역된 작품들
| - 《내 이름은 콘라드》 (1965년) (1966년 휴고 상 수상) - 《신들의 사회》 (1967년) (1967년 휴고 상 수상) - 《전도서에 바치는 장미》 (중단편집) (1971년) - 《그림자 잭》(1971년) - 《집행인의 귀향》 (중편) (1975년) - 《드림 마스터》 (중단편집) (1980년) - 《변화의 땅》 (1981년) - 《저주받은 자, 딜비쉬》 (연작 단편집) (1982년) - 《별을 쫓는 자》 (1982년) - 〈유니콘 변주곡〉 (1983년) (단편집 《Unicorn Variations》 수록작 / 2007.07 월간지 Fantistique 에 번역 수록) | - 앰버 연대기 - 《앰버의 아홉 왕자》 (1970년) - 《아발론의 총》 (1972년) - 《유니콘의 상징》 (1975년) - 《오베론의 손》 (1976년) - 《혼돈의 궁정》 (1978년) |